# Banane au barbecue
Pour les articles homonymes, voir Banane (homonymie).
La banane au barbecue ou banane au feu de bois (banana boat, en anglais) est une recette de cuisine de dessert, variante de la banane flambée, à base de banane et de sucre, cuite au barbecue, à la plancha, ou au feu de camp,.

## Histoire
Cette recette peut être améliorée, par exemple, avec de la guimauve, chocolat, crème fraîche, miel, beurre, beurre de cacahuètes, cookies, caramel, cassonade, cannelle, ou du rhum…, puis enveloppée dans une feuille d'aluminium et cuite en papillote dans les braises d'un feu de camp,,.

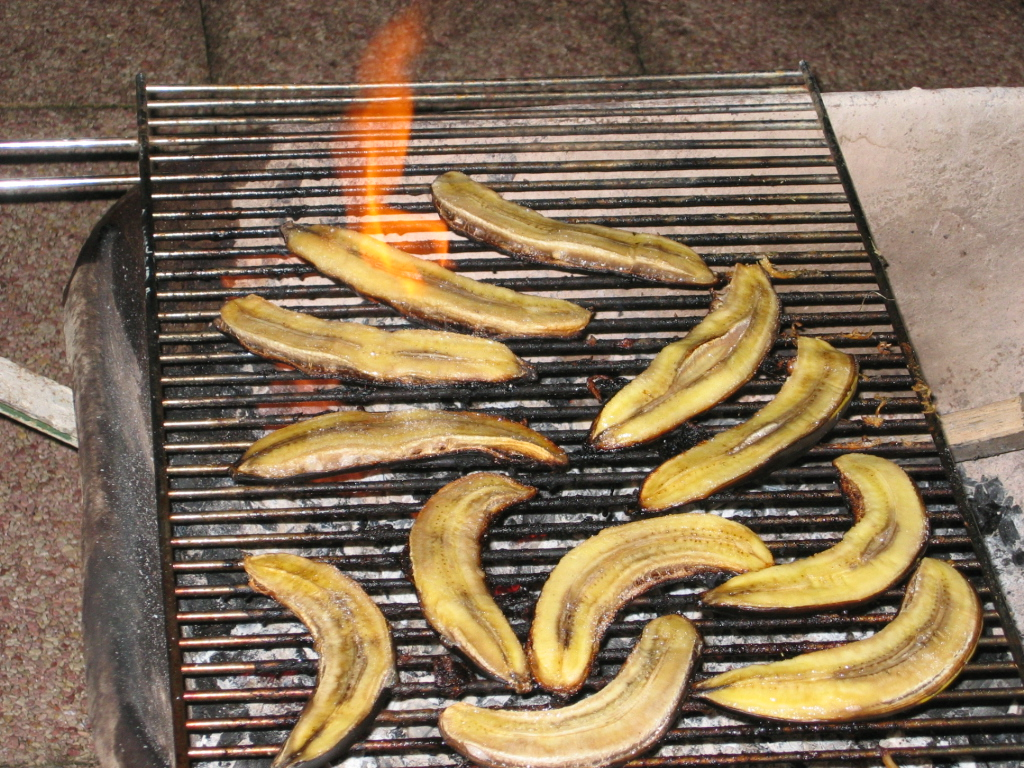
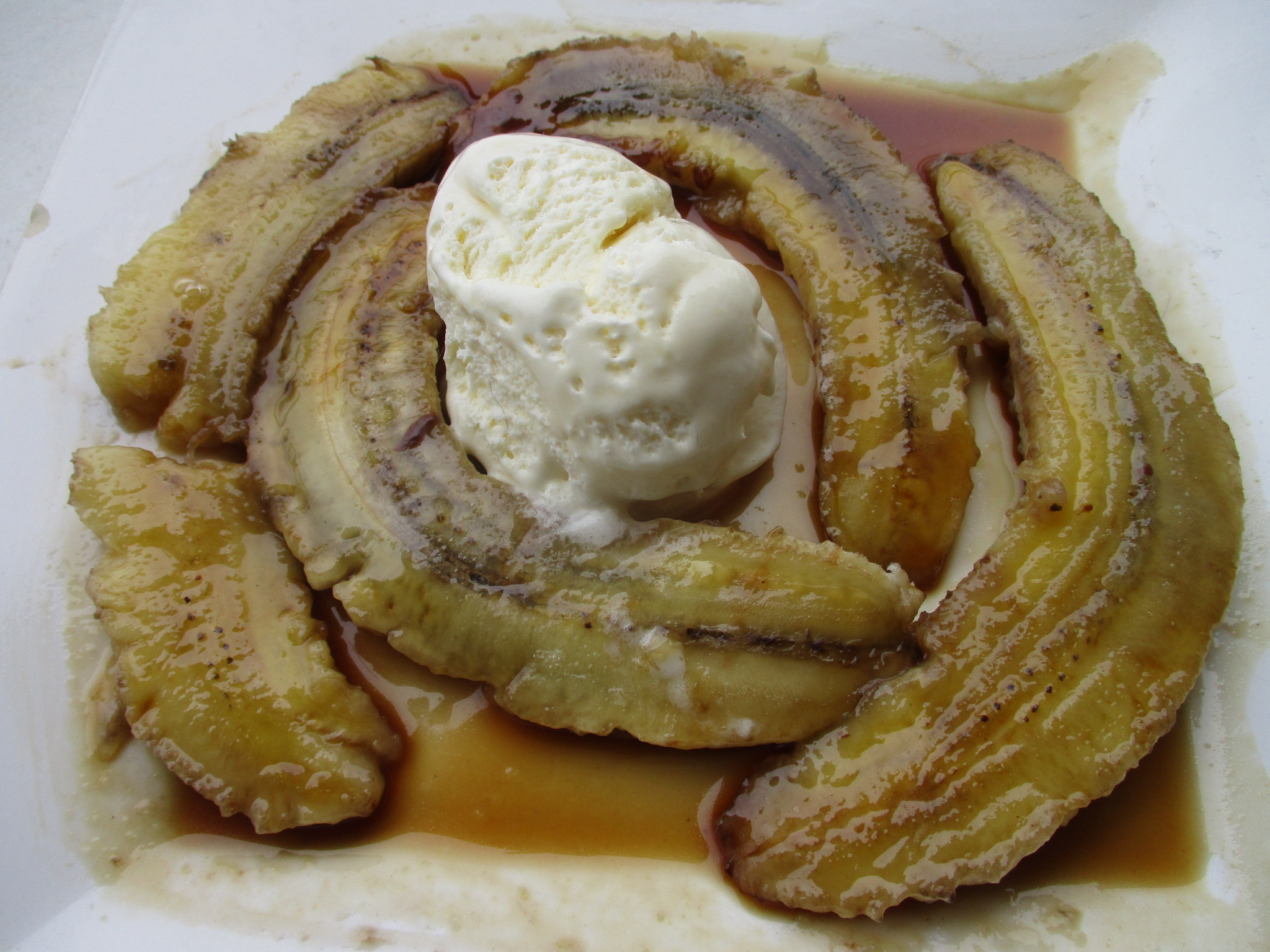
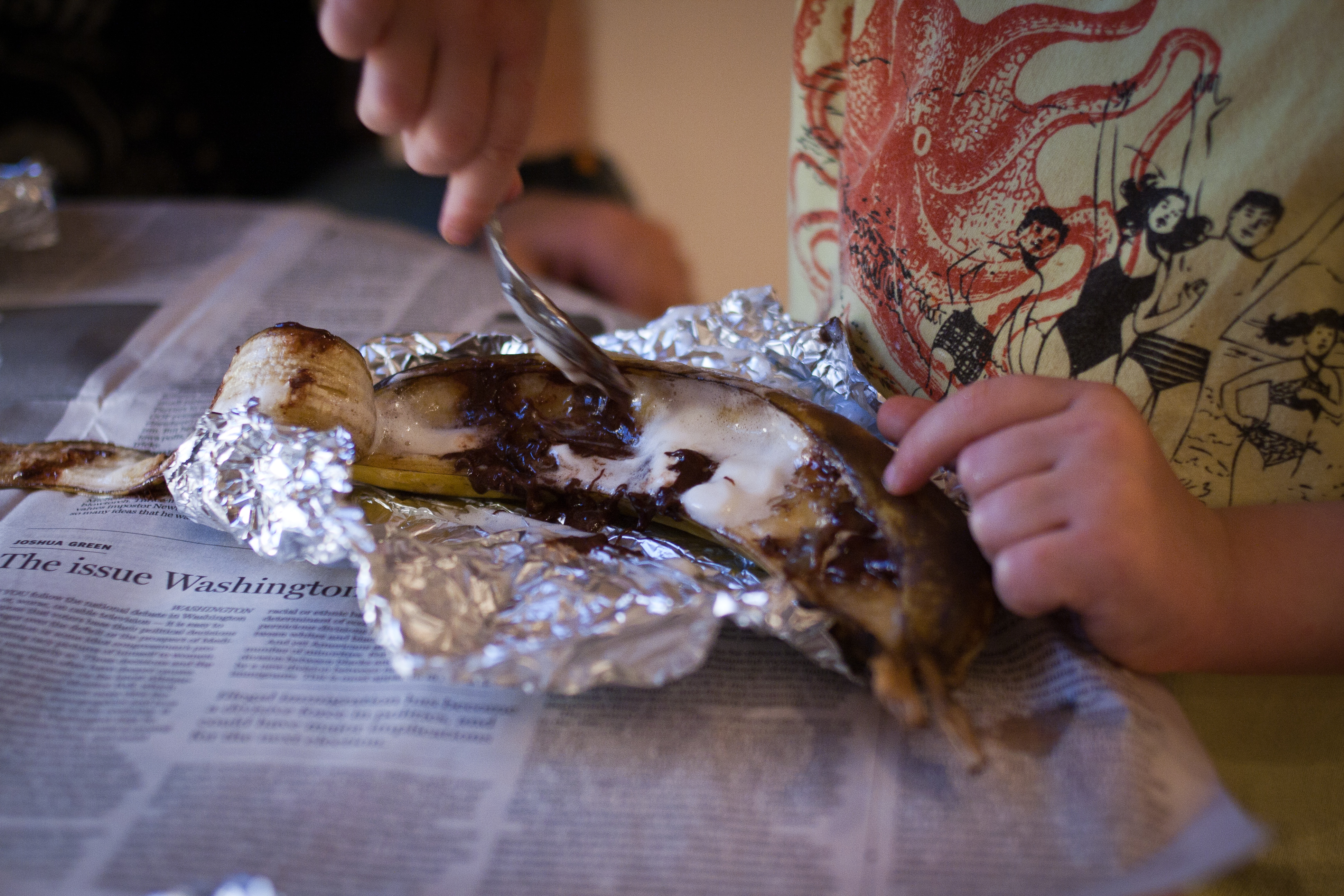

Elles peuvent être servies avec de la crème glacée, et flambée au rhum.